# Палиенко, Николай Васильевич
Никола́й Васи́льевич Палие́нко (укр. Мико́ла Васи́льович Паліє́нко; 30 сентября 1896, Беседка, Таращанский уезд, Киевская губерния — 21 июля 1944, Львовская область, УССР) — русский и украинский офицер, служивший в годы Второй мировой войны в звании штурмбаннфюрера в 14-й гренадерской дивизии войск СС «Галичина».

## Биография
Родился в селе Беседка, ныне — Белоцерковского района Киевской области Украины. Родной брат атамана Александра Палиенко.
С 1907 года учился в Белоцерковской гимназии, затем — в Киеве, в Коллегии имени Павла Галагана, которую окончил в 1914 году с серебряной медалью и в том же году поступил в киевский Императорский университет Святого Владимира на физико-математический факультет.
Участник Первой мировой войны. Осенью 1915 года был мобилизован в армию и с 1 ноября того же года зачислен во 2-е Киевское Николаевское артиллерийское училище, по окончании ускоренного шестимесячного курса которого в мае 1916 года был произведен из юнкеров в прапорщики (со старшинством в чине с 1 апреля 1916 года и с зачислением по полевой легкой артиллерии), и отправлен на службу в 6-ю артиллерийскую бригаду 6-й пехотной дивизии 15-го армейского корпуса действующей армии. Воевал на Западном фронте, в январе 1917 года был произведен в подпоручики (со старшинством с 01.12.1915). На октябрь 1917 года Николай Палиенко — подпоручик, младший офицер 6-й батареи (2-й дивизион) 6-й артиллерийской бригады; наград не имел.
После октябрьской (1917 года) революции в Петрограде и провозглашения затем независимости Украинской народной республики, Палиенко поступил на службу в украинскую армию. Служил сначала в артиллерийском дивизионе Алексея Алмазова, а затем в Днепровской артиллерийской бригаде войск Директории УНР, в составе которой сражался против польских войск на Галицийском фронте, а с апреля 1919 года — против большевиков. 29 декабря 1919 года произведен в сотники, но из-за брюшного тифа в первые месяцы 1920 года в боевых действиях не участвовал. Продолжил затем службу в 1-й Запорожской артиллерийской бригаде Армии УНР, действовавшей в то время в составе Войска Польского. В конце 1920 года, по окончании военных действий на фронтах Советско-польской войны, интернирован поляками.
В 1922 году был освобождён из лагерей для интернированных (в Калише) и перебрался в Чехословакию. В 1927 году в Падебрадах окончил химико-технологическое отделение Украинской сельскохозяйственной академии как инженер-технолог.
В 1928 году Николай Палиенко поступил по контракту на службу в Войско Польское, в 1932—1934 годах учился в Высшей военной школе в Варшаве. В 1938 году произведен в майоры Войска Польского.
Участник Второй мировой войны. В сентябре 1939 года, во время боёв в Польше против немецких войск, командовал 3-м дивизионом 26-го полка лёгкой артиллерии Войска Польского, был ранен, попал в плен к немцам. Стараниями эмиссаров ОУН, как бывший украинский офицер был освобождён и демобилизован.
В 1940—1943 годах работал инженером на заводе по варению сахара в Переворске и директором в Городенке.
В июне 1943 года Палиенко поступил добровольцем на службу в 14-ю гренадерскую дивизию ваффен-СС «Галичина», пройдя переподготовку в Бенешове. Был инструктором на подстаршинских (унтер-офицерских) курсах в Пожече. От Ваффен-СС получил звание штурмбаннфюрера СС, эквивалентное званию майора вермахта. Командовал дивизионом тяжёлой артиллерии и артиллерийской батареей боевой группы майора Байерсдорфа, в начале 1944 года участвовал в карательных операциях против советских партизан в Любачёвском районе. Был прикомандирован к генерал-квартирмейстерской части Герда фон Рундштедта.
С марта 1944 года Палиенко проходил трёхмесячный курс командиров артиллерийских дивизионов в Амстердаме. Как командир 4-го артиллерийского дивизиона, участвовал в бою под Бродами против советских войск.
Убит 21 июля 1944 года во время битвы за Броды недалеко от села Княже, при попытке выхода из окружения.